# Mano, Landes
Mano (gaskonsko Manòr) je naselje in občina v francoskem departmaju Landes regije Akvitanije. Naselje je leta 2009 imelo 106 prebivalcev.

## Geografija
Kraj leži v pokrajini Gaskonji znotraj naravnega regijskega parka Landes de Gascogne, 72 km severno od Mont-de-Marsana in 52 km južno od Bordeauxa.

## Uprava
Občina Mano skupaj s sosednjimi občinami Belhade, Liposthey, Moustey, Pissos in Saugnacq-et-Muret sestavlja kanton Pissos s sedežem v Pissosu. Kanton je sestavni del okrožja Mont-de-Marsan.

## Zanimivosti
- cerkev Notre-Dame-et-Saint-Antoine de Mano;